# Neoculladia incanellus
Neoculladia incanellus là một loài bướm đêm trong họ Crambidae.